# Беоргор
Беоргор (Беорг; лат. Beorgor, Beorg; погиб 6 февраля 464) — царь одной из групп галльских аланов (до 464).

## Биография
Основными нарративными источниками о Беоргоре и подчинённых ему аланах являются труды некоторых позднеантичных хронистов (в том числе, Марцеллина Комита и Кассиодора), панегирик императору Майориану Сидония Аполлинария, «Старшие Венские фасты», а также «О происхождении и деяниях гетов» Иордана.
Согласно этим источникам, Беоргор был правителем группы аланов, поселённых в 440 году Флавием Аэцием в области Валентинуа в качестве римских федератов. Неизвестно, в каких родственных связях Беоргор состоял с Самбидой, ранее управлявшим этими аланами. Хотя упоминания имени Беоргора в хрониках относятся только ко времени его гибели в 464 году, историки считают, что он взошёл на престол намного раньше этой даты. Предполагается, что он уже был царём в 457 году, когда аланы из Валанса были призваны императором Западной Римской империи Майорианом в римское войско для готовившейся войны с вандалами. Аланы вместе с другими федератами участвовали в походе в Галлию и Испанию, который завершился 460 году унизительным для Рима миром с королём Гейзерихом.
По неизвестным причинам после возвращения из испанского похода Беоргор разорвал союзнические отношения с римлянами. Его аланы больше года разоряли римские земли Южной Галлии и Северной Италии, став одним из опаснейших врагов Западной Римской империи этого времени. Желая положить конец их нападениям, летом 461 года Майориан двинулся на север Апеннинского полуострова, но в августе был свергнут и казнён в Тортоне по приказу патриция Рицимера. О том, какие отношения установились у Беоргора с императором Либием Севером, ничего не известно. Возможно, аланы так и не заключили нового договора с римлянами.
Вероятно, в 463 году вестготам короля Теодориха II удалось захватить долины рек Изера и Дюранса и изгнать аланов с занимаемых ими территорий. Намереваясь занять для поселения земли в северной части Италии, в 464 году аланы перешли Альпы и начали разорять Паданскую долину. Однако выступивший против них с войском Рицимер 6 февраля нанёс аланам сокрушительное поражение в сражении вблизи Бергамо. Среди множества погибших аланов был и царь Беоргор. Немногие уцелевшие варвары были приняты на службу в римскую армию.